# Erich Meinike
Erich Meinike (* 27. November 1929 in Duisburg; † 21. August 2018) war ein deutscher Politiker (SPD, Die Linke) und von 1969 bis 1983 Bundestagsabgeordneter der SPD.

## Familie
Erich Meinike entstammte einer Politiker-Familie aus Oberhausen. Sein Vater Wilhelm Meinicke war SPD-Landtagsabgeordneter in NRW.

## Beruf
Nach Volksschule und Mittelschule Absolvierung 1946 bis 1952 einer Ausbildung zum gehobenen Kommunaldienst, danach Zweite Verwaltungsprüfung. 1963 bis 1966 Studium an der VWA Oberhausen mit Diplomprüfung. Seit 1946 arbeitete Meinike bei der Stadt Oberhausen, zuletzt als Leiter des Sozialamtes, und war danach auch als Rentner politisch aktiv.

## Politik
Seit 1947 war Meinike SPD-Mitglied und in der Partei in unterschiedlichen Funktionen tätig, zuletzt 1968–1978 Vorsitzender des SPD-Unterbezirks Oberhausen. Schon früh engagierte sich Meinike in der Sozialistischen Jugend Die Falken, aus der er zeitweilig wegen aktiver Unterstützung der Ostermarsch-Bewegung ausgeschlossen, später allerdings wieder aufgenommen wurde.
1969 wurde er erstmals als Nachfolger der Oberbürgermeisterin und langjährigen Bundestagsabgeordneten Luise Albertz als Direktkandidat der SPD im Wahlkreis Oberhausen gewählt und vertrat diesen Wahlkreis (85 bzw. 86) von der 6. bis zur 9. Wahlperiode (1969–1983).
Meinike machte gemeinsam mit den SPD-Bundestagsabgeordneten Manfred Coppik, Karl-Heinz Hansen und Dieter Lattmann mit ihrem Widerstand gegen die Politik des Bundeskanzlers Helmut Schmidt von sich reden. Daraus resultiert der Spitzname „Vierer-Bande“ für diese Abgeordneten. Insbesondere engagierte sich Meinike gegen Anti-Terror-Gesetzgebung, Senkung der Vermögenssteuer und Rüstungspolitik. Er trat für eine aktivere Deutschlandpolitik ein und traf sich beispielsweise am 5. August 1973 gemeinsam mit den SPD-Abgeordneten Karl-Heinz Hansen, Harald B. Schäfer, Dieter Schinzel, Karl-Heinz Walkhoff sowie dem stellvertretenden Landesvorsitzenden der Hamburger FDP, Gerhard Weber, und dem stellvertretenden Vorsitzenden der DKP, Herbert Mies, zu einem Arbeitsessen mit Vertretern der FDJ-Fraktion der Volkskammer unter der Leitung von Egon Krenz und Erich Honecker.
Aufgrund seiner innerparteilichen Opposition gegen die SPD-Parteiführung wurde Meinike 1983 nicht mehr als Bundestagskandidat aufgestellt.
Er verließ 1999 die SPD nach 52-jähriger Mitgliedschaft. Zitat Meinike: „Ich bin ja schon seit längerem mit der politischen Entwicklung der SPD unzufrieden, aber den konkreten Anlass zum Austritt hat gegeben, dass die SPD den NATO-Luftangriffen gegen Jugoslawien zugestimmt hat und auch den Einsatz deutscher Soldaten befürwortet. Das war und ist für mich die schwerwiegendste Fehlentscheidung der SPD nach 1945 und auch die gröbste Verletzung ihres Parteiprogramms“. Zwischenzeitlich hatte sich Meinike der PDS in Oberhausen angeschlossen und vertrat diese auf kommunaler Ebene. In einem Aufruf sprachen sich 2005 Coppik, Hansen und Meinike für ein Zusammengehen von WASG und PDS aus. Meinike war Mitglied der Partei Die Linke, die aus diesem Zusammenschluss hervorging. Im März 2008 wurde er als Vertreter für NRW zusammen mit Werner Böwing in den Ältestenrat der Partei berufen.